# Hjortöströms Gjuteri och Mekaniska Verkstad
Hjortöströms Gjuteri och Mekaniska Verkstad var ett tidigare svenskt verkstadsföretag i Hjortöström i Hultsfreds kommun.
Hjortöströms Gjuteri och Mekaniska Verkstad grundades av Karl August Gustafsson (född 1843), som var son till en bysmed i Ekeflod två kilometer norr om Virserum, och som redan 1866 hade startat en smedja i Björkmossa väster om Virserum. Han hade 1883 flyttat till Hjortöström och 1887 startat ett gjuteri där. Verkstaden tillverkade så småningom bland annat träförädlingsmaskiner såsom cirkelsågar, bandsågar, hyvelmaskiner, fräsmaskiner och svarvar, samt bobiner, transmissioner och såg- och kvarnverksgods. Verkstaden tillverkade senare också råoljemotorer.
Hans söner  Karl Johan Gustafsson (född 1866), Gustaf W. Gustafsson (född 1874) och Axel Gustafsson (född 1881) tog över i ett handelsbolag 1917. Sönerna byggde därefter om och ut verkstaden. Familjen Gustafsson sålde företaget 1957 och företaget lades ned i slutet av 1960-talet. Fabriksbyggnaden revs sommaren 1983. 